# Eumenes singularis
Eumenes singularis är en stekelart som beskrevs av Smith. Eumenes singularis ingår i släktet krukmakargetingar, och familjen Eumenidae. Inga underarter finns listade i Catalogue of Life.